# End of Silence
End of Silence is het derde album van de Duitse metalband Dreamscape, uitgebracht in 2004 door Massacre Records.

## Track listing
1. "Clockwork" – 6:14
2. "Shorttime News" – 5:46
3. "The End Of Light Pt. 1/Pt. 2" – 20:49
4. "All I Need" – 3:38
5. "Silent Maze" – 7:35
6. "Flow" – 7:14
7. "More Than" – 6:22
8. "Infected Ground" – 7:49
9. "You Don't Know Me" – 7:02

## Band
- Roland Stoll - zanger
- Wolfgang Kerinnis - gitarist
- Benno Schmidtler - bassist
- Jan Vacik - toetsenist
- Bernhard Huber - drummer